# McKinsey & Company
McKinsey & Company, Inc. és una consultora global que treballa per a resoldre els problemes que tenen a veure amb l'administració estratègica. McKinsey treballa per les empreses de negocis més grans del món, així com governs i institucions. És globalment reconeguda com una de les empreses consultores més prestigioses al món i és una de les empreses que forma proporcionalment a més executius en cap del món.

## Educació
Han tengut especial difusió els seus informes sobre l'educació, en què l'empresa analitza quins són els factors que afecten directament a la millora dels resultats educatius. I el factor clau no sembla ni més diners ni més hores d'estudi, sinó 1. seleccionar els millors mestres 2. formar-los el millor que es pugui i 3. intervenció primerenca i constant en els alumnes que presenten problemes.
Els informes sobre aquest tema són els següents:
- 2007 How the world's best-performing schools come out on top[6][7][8]
- 2010: How the world's most improved school systems keep getting better[9]

A l'Estat Espanyol, destaca l'informe del 2012 Educación en España. Motivos para la esperanza.